# Emsdettener Mühlenbach
Der Emsdettener Mühlenbach ist ein linker Zufluss der Ems in Emsdetten. Er hat eine Länge von 19,585 Kilometern und ein Einzugsgebiet von 107,865 Quadratkilometern.

## Geographie

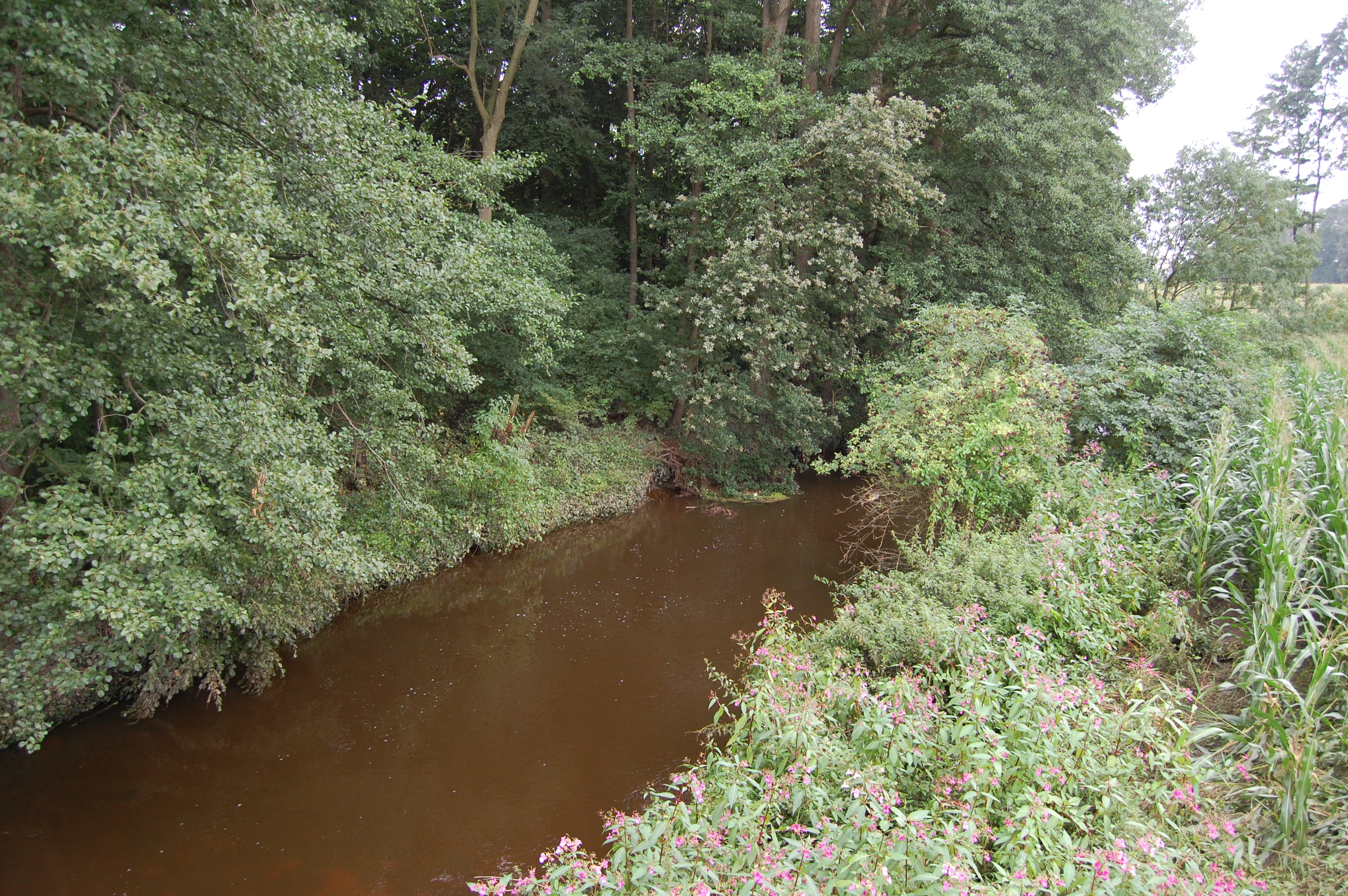
Der Emsdettener Mühlenbach kurz nach dem Zusammenfluss seiner Quellbäche

Im Oberlauf wird der Emsdettener Mühlenbach auf den Gemarkungen der Gemeinde Nordwalde noch Wipperbach und Brüggemannsbach genannt. Im weiteren Verlauf vereinigen sich mehrere Quellbäche, die den Buchenberg in Steinfurt entwässern, mit dem vom Altenberger Rücken bewässerten Schwienebach in Emsdetten-Hollingen zum Emsdettener Mühlenbach. Der Bach kreuzt den historischen Max-Clemens-Kanal und trug hier 1724 den Namen Linteler Beke.
Nach wenigen Kilometern erreicht der Mühlenbach das Stadtgebiet Emsdettens im Süden, fließt von hier in nordöstlicher Richtung durch den Stadtkern und mündet schließlich im Norden der Stadt in die Ems.

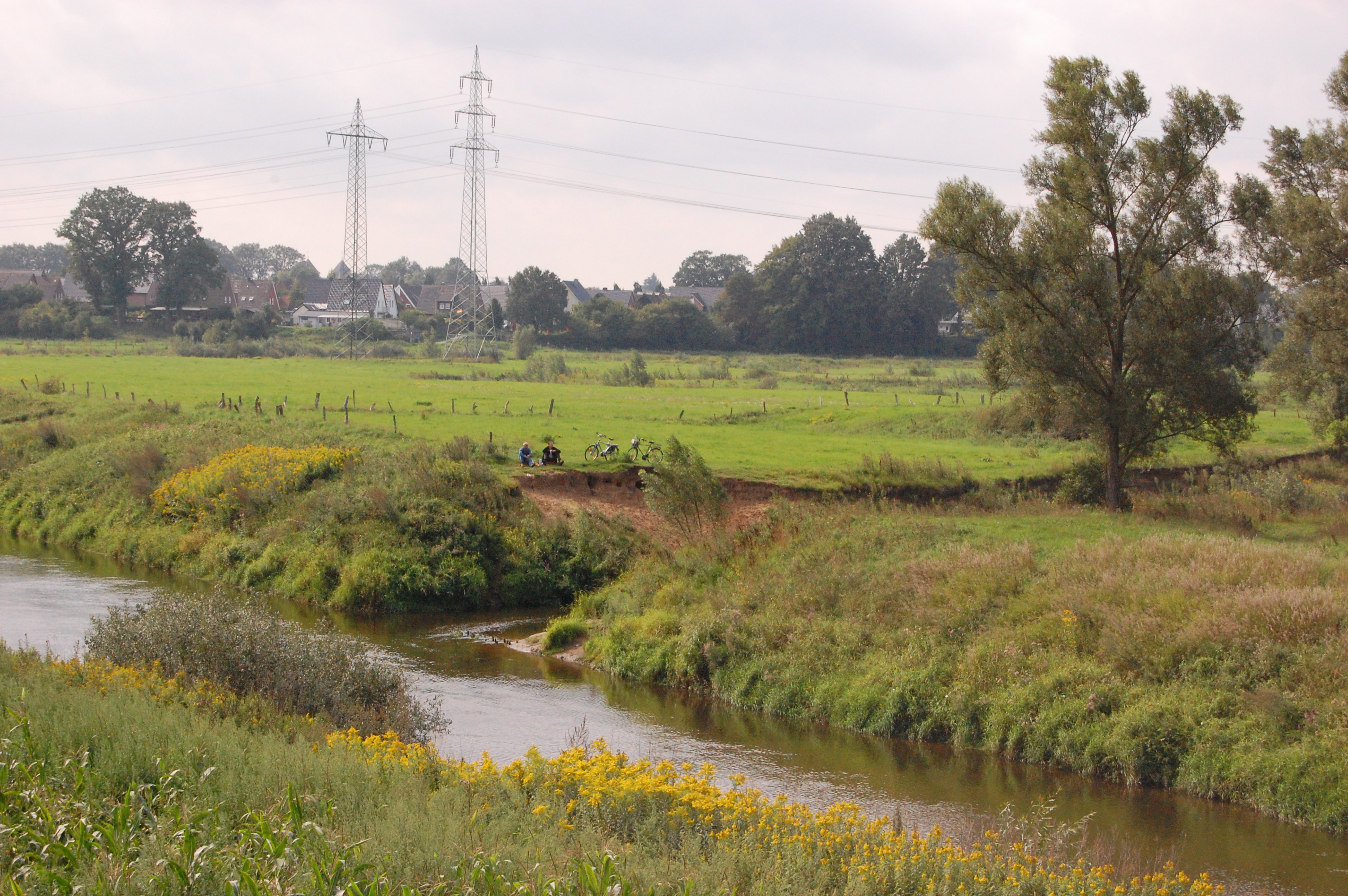
Mündung des Mühlenbachs in die Ems

Das Gefälle des Baches und die von ihm geführte, den Großteil des Jahres ausreichende Wassermenge ermöglichte auf dem Emsdettener Stadtgebiet den Betrieb von vier Mühlen, die dem Bach seinen Namen gaben.

## Der Mühlenbach im Rahmen der Regionale 2004
Als lokales Projekt mit dem Namen „WasserWege“ im Rahmen der Regionale 2004 wurde der ehemals begradigte Bach im Stadtgebiet Emsdettens in weiten Teilen wieder renaturiert, an seinem Lauf Rad- und Fußwege angelegt und der unmittelbare Zugang zum Wasser an vielen Stellen wieder ermöglicht. In diesem Zuge wurden ebenfalls zwei neue Fußgängerbrücken errichtet, die das östlich gelegene Stadtgebiet enger an das Stadtzentrum anbinden.
Der Mündungsbereich des Mühlenbaches wurde ebenfalls naturnah ausgebaut; langfristig soll sich hier in den Emsauen wieder ein natürlicher Auenwald bilden.